# ArcGIS
ArcGIS är ett koncept med programvaror från Esri Inc i USA. Det är ett geografiskt informationssystem som möjliggör behandling, presentation och distribution av geografiska data. I konceptet ingår bl.a. Desktop GIS, Mobila GIS, Server GIS och Internet GIS produkter.
Exempel på program i ArcGIS är ArcGIS Pro, ArcMap, ArcCatalog, ArcReader och ArcPad, ArcGIS Online, ArcGIS Enterprise och ArcObjects. Det finns även desktopmoduler som 3D analyst, Network Analyst, Spatial Analyst, och Geostatistical Analyst, mm. Basic, Standard och Advanced är i stigande ordning licensnivåer på programmen, med utökad funktionalitet för bland annat analyser.
Svensk distributör av programvaran är ESRI Sverige AB.